# Гомоскедастичность

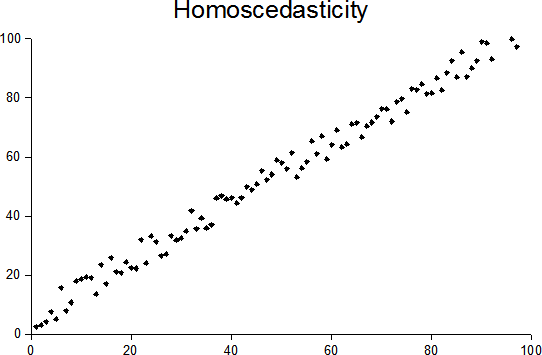
Пример гомоскедастичной вариативности.

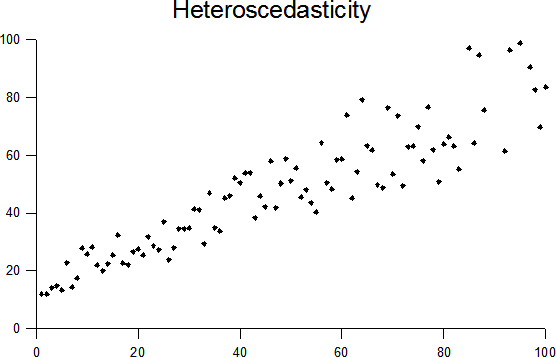
Пример гетероскедастичной вариативности.

Гомоскедастичность (англ. homoscedasticity) — свойство, означающее постоянство условной дисперсии вектора или последовательности случайных величин. Однородная вариативность значений наблюдений, выражающаяся в стабильности, однородности дисперсии случайной ошибки регрессионной модели — дисперсии одинаковы во все моменты измерения. Противоположное явление носит название  гетероскедастичности. Является обязательным условием применения метода наименьших квадратов.
Иногда говорят о скедастичности (англ. scedasticity) как свойстве, отражающем вариативность наблюдений, принимающей форму гомоскедастичности при однородных случайных ошибках, и гетероскедастичности в противном случае.